# La Source vive
 (février 2025).
Si vous disposez d'ouvrages ou d'articles de référence ou si vous connaissez des sites web de qualité traitant du thème abordé ici, merci de compléter l'article en donnant les références utiles à sa vérifiabilité et en les liant à la section « Notes et références ».
La Source vive (titre original : The Fountainhead) est un roman de la romancière américaine Ayn Rand publié en 1943. Il s'agit du premier grand succès de l'auteur, adapté au cinéma par King Vidor en 1949. Sa publication s'accompagne d'une diffusion considérable aux États-Unis, et dans une moindre mesure au Canada.

## Titre
Le titre du livre fait référence à une déclaration de Ayn Rand selon laquelle : « L'ego de l'Homme est la source vive du progrès humain » (« Man's ego is the fountainhead of human progress »).

## Résumé
Le récit décrit la vie d'un architecte individualiste dans le New York des années 1920, qui refuse les compromis et dont la liberté fascine ou inquiète les personnages qui le croisent. À travers la lutte de ce héros pour la défense de ses créations, c'est un plaidoyer pour l'individualisme radical auquel se livre Ayn Rand.

## Structure
Le récit est divisé en quatre parties, chaque partie a pour titre le nom d'un des principaux personnages, à l'exception de Dominique Francon :
- I - Peter Keating
- II - Ellsworth M. Toohey
- III - Gail Wynand
- IV - Howard Roark

## Personnages

### Howard Roark
Il est le personnage principal du roman, Ayn Rand en a fait le porteur de ses propres valeurs qui deviendront le socle de l'Objectivisme. Howard Roark est un architecte extrêmement doué qui a une passion intransigeante pour son art. Individualiste, il utilise la force que lui confère sa créativité afin de pouvoir maîtriser son destin en permanence et ne pas dépendre du bon vouloir de ses contemporains. Il est ainsi indifférent aux principales pressions morales qui guident ses confrères. Physiquement, Ayn Rand décrit Howard Roark comme un homme mince, grand et athlétique, à la chevelure de la couleur d'un zeste d'orange mûre (sic) et au regard perçant.
Dans sa version originale, le texte commence et se termine par ces deux mots : Howard Roark.
Une description d'Howard Roark avec les mots d'Ayn Rand (dans la première page du roman) :
« It was a body of long straight lines and angles, each curve broken into planes. He stood, rigid, his hands hanging at his sides, palms out. He felt his shoulderblades drawn tight together, the curve of his neck, and the weight of the blood in his hands. He felt the wind behind him, in the hollow of his spine. The wind waved his hair against the sky. His hair was never blond nor red, but the exact colour of ripe orange rind. »

### Dominique Francon
Dominique Francon est le principal personnage féminin du roman. Elle est la fille de Guy Francon, un architecte riche et renommé mais dont les réalisations sont très classiques.
Ayn Rand décrit Dominique Francon  comme une jeune femme moderne, élégante et très séduisante, à la longue chevelure blonde. Malgré les apparences, sa vie de jeune femme riche ne la satisfait pas pleinement et sa rencontre avec Howard Roark sera un événement crucial qui finira par influer totalement sur le cours de sa vie en déchaînant une passion amoureuse sans concessions.
La description de Dominique Francon lors de sa première apparition dans le roman (chapitre IX de la première partie) :
« Her slender body seemed out of all scale in relation to a normal human body; its lines were so long, so fragile so exaggerated that she looked like a stylized drawing of a woman and made the correct proportions of a normal being appear heavy and awkward beside her. [...] She had grey eyes that were no ovals, but two long, rectangular cuts edged by parallel lines of lashes; she had an air of cold serenity and an exquisitely vicious mouth. Her face, her pale-gold hair, her suit seemed to have no colour, but only a hint, just on the verge of the reality of colour, making the full reality seem vulgar ».

### Gail Wynand
Gail Wynand est un homme très riche et très puissant. Issu de Hell's Kitchen, un quartier misérable de New York, et soumis aux pires épreuves dans son enfance, il a finalement réussi par sa seule force à créer un empire financier reposant essentiellement sur la presse populaire et l'immobilier. Il reconnaît en Howard Roark un homme qui a le même idéal que lui. Mais, contrairement à Roark, Wynand est trop dépendant de son goût du pouvoir pour pouvoir atteindre cet idéal. Comme Dominique Francon, Gail Wynand est fasciné par la force et la liberté de Roark.
Le visage de Gail Wynand décrit dans le roman :
« His face did not belong to modern civilization, but to ancient Rome; the face of an eternal patrician. His hair, streaked with grey, was swept smoothly back from a high forehead. His skin was pulled tight over the sharp bones of his face; his mouth was long and thin; his eyes, under slanting eyebrows, were pale blue and photographed like two sardonic white ovals. An artist had asked him once to sit for a painting of Mephistopheles; Wynand had laughed refusing, and the artist had watched sadly, because the laughter made the face perfect for his purpose ».

### Peter Keating
Peter Keating apparaît comme l'antithèse de Roark. Il fait ses études d'architecte en même temps que lui, mais, conscient de son manque de créativité, choisit le conformisme comme ligne directrice de sa carrière. Sous l'influence de sa mère il se comporte en arriviste et semble n'hésiter devant aucun scrupule pour réussir.  Son comportement commence à lui apporter un succès qui se révélera éphémère, notamment lorsqu'il travaille pour Guy Francon, le père de Dominique. Alors qu'il a une liaison avec Catherine la nièce de Ellsworth Toohey, il épousera Dominique Francon.
La description de Peter Keating dans le roman (chapitre II de la première partie) :
« His eyes were dark, alert, intelligent. His mouth, a small upturned crescent faultlessly traced, was gentle and generous, and warm with the faint promise of a smile. His head had a certain Classical perfection in the shape of the skull, in the natural wave of black ringlets about finely hollowed temples. He held his head in the manner of one who takes his beauty for granted, but knows that others do not. He was Peter Keating, star student of Stanton, president of the student body, captain of the track team, member of the most important fraternity, voted the most popular man on the campus ».

### Ellsworth Toohey
Ellsworth Toohey est le porteur de toutes les valeurs opposées à celles d'Ayn Rand, c'est notamment un chantre du collectivisme. Il travaille comme critique en architecture dans une revue de Gail Wynand.
Il compense ses faiblesses par des talents de manipulateur hors pair qu'il dissimule en affichant sa modestie. Bien que n'ayant ni pouvoir officiel, ni fortune, il est capable d'exercer une telle influence que beaucoup de gens préfèrent ne pas s'opposer à lui.
Le personnage de Toohey a été inspiré par Harold Laski, un homme politique britannique membre du Parti travailliste.

## Influence culturelle aux États-Unis
Dans le film américain Dirty Dancing (1987), Robbie Gould conseille à « Bébé » de lire le livre tout en lui exprimant son cynisme et son mépris envers une ancienne conquête qu'il a mise enceinte, à la suite de quoi « Bébé » lui exprime son dégoût et lui interdit de les approcher elle et sa sœur.

## Éditions

### En anglais
Le manuscrit d'Ayn Rand est accepté par Archibald Ogden, jeune éditeur qui travaille dans la maison d'édition Bobbs-Merrill. Le livre est publié le 15 avril 1943 aux États-Unis, il fait 754 pages.

### En français
La première édition en langue française est le travail de la traductrice Jane Fillion et de l'éditeur suisse Jeheber en 1945, elle est composée de deux volumes.
Une édition est publiée par Plon le 5 juin 1997 : format 154x240 mm, 696 pages,  (ISBN 2-259-18521-5).
En mars 2018, la traduction de Jane Fillion est de nouveau proposée par les éditions Plon avec « une nouvelle couverture et un tirage de 3000 exemplaires »  (ISBN 978-2-25926-447-1).

## Adaptation cinématographique
- 1949 : Le Rebelle (The Fountainhead), film américain réalisé par King Vidor, adaptation du roman éponyme sur un scénario d'Ayn Rand, avec Gary Cooper dans le rôle de Howard Roark, et Patricia Neal dans celui de Dominique Francon